# Sankt Ilians socken
Sankt Ilians socken i Västmanland ingick i Tuhundra härad (västra delen med 1 087 invånare) och Norrbo härad (östra delen med 264 invånare), uppgick 1918 i Västerås stad och området är sedan 1971 en del av Västerås kommun, från 2015 inom Västerås domkyrkodistrikt.
Socknens areal var 26,52 kvadratkilometer land. År 1908 fanns här 1 351 invånare. Sockenkyrka var Västerås domkyrka som låg i Västerås stad, ej i socknen.

## Administrativ historik
Sankt Ilians socken har medeltida ursprung också under namnet Vårfrukyrka socken och Sankt Egidils socken.
Vid kommunreformen 1862 övergick socknens ansvar för de kyrkliga frågorna till Sankt Ilians församling och för de borgerliga frågorna till Sankt Ilians landskommun. Landskommunens inkorporerades 1918 i Västerås stad som 1971 ombildades till Västerås kommun. Församlingen uppgick 1946 i Västerås domkyrkoförsamling.
1 januari 2016 inrättades distriktet Västerås domkyrkodistrikt, med samma omfattning som Västerås domkyrkoförsamling hade 1999/2000, och vari detta sockenområde ingår.
Socknen har tillhört fögderier, tingslag och domsagor enligt vad som beskrivs i artikeln Tuhundra härad. De indelta soldaterna tillhörde Västmanlands regemente, Västerås kompani, Livregementets grenadjärkår, Västerås kompani och Livkompaniet.

## Geografi
Sankt Ilians socken låg närmast väster och nordost om Västerås stad på båda sidor om Svartån med en liten enklav i staden vid Svartån (Falkenbergska kvarnen). Sockenområdet är slättbygd med höjder i norr som Djäkneberget.

## Namnet
Se Egidius.

## Befolkningsutveckling
| Befolkningsutvecklingen i Sankt Ilians socken 1769–1910                                                 | Befolkningsutvecklingen i Sankt Ilians socken 1769–1910 | Befolkningsutvecklingen i Sankt Ilians socken 1769–1910 | Befolkningsutvecklingen i Sankt Ilians socken 1769–1910 | Befolkningsutvecklingen i Sankt Ilians socken 1769–1910 |
| --- | ------------------------------------------------------- | ------------------------------------------------------- | ------------------------------------------------------- | ------------------------------------------------------- |
| |                                                         |                                                         |                                                         |                                                         |
| År |                                                         |                                                         | Folkmängd                                               |                                                         |
| 1769 | 1769                                                    |                                                         | 330                                                     |                                                         |
| 1810 | 1810                                                    |                                                         | 461                                                     |                                                         |
| 1820 | 1820                                                    |                                                         | 595                                                     |                                                         |
| 1830 | 1830                                                    |                                                         | 577                                                     |                                                         |
| 1840 | 1840                                                    |                                                         | 546                                                     |                                                         |
| 1850 | 1850                                                    |                                                         | 563                                                     |                                                         |
| 1860 | 1860                                                    |                                                         | 689                                                     |                                                         |
| 1870 | 1870                                                    |                                                         | 679                                                     |                                                         |
| 1880 | 1880                                                    |                                                         | 656                                                     |                                                         |
| 1890 | 1890                                                    |                                                         | 699                                                     |                                                         |
| 1900 | 1900                                                    |                                                         | 1 226                                                   |                                                         |
| 1910 | 1910                                                    |                                                         | 1 545                                                   |                                                         |
| Anm: Källor: Umeå universitet - Tabellverket 1749-1859, Demografiska databasen, CEDAR, Umeå universitet |                                                         |                                                         |                                                         |                                                         |